# Impasse de Varsovie (Bruxelles)

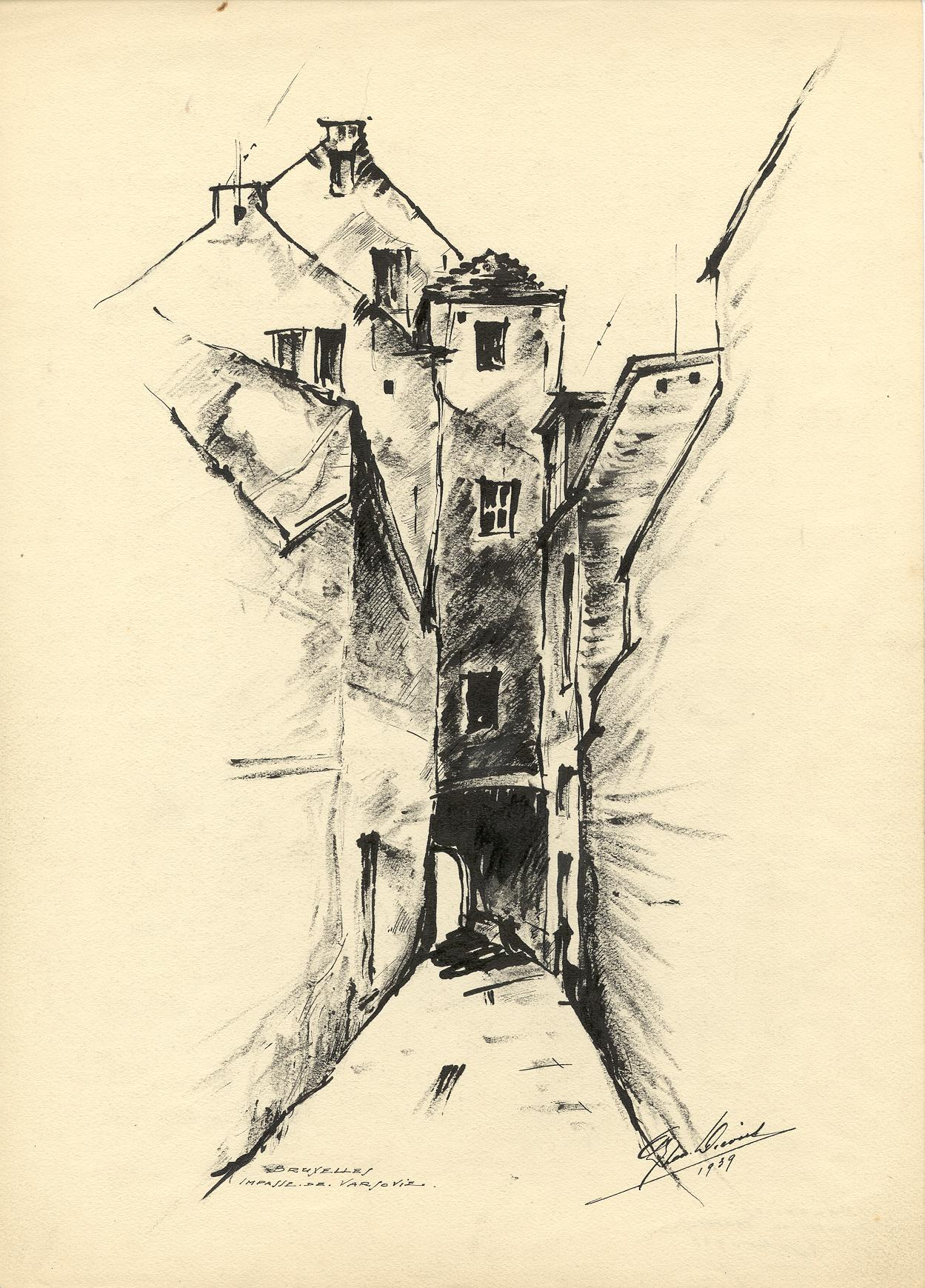
L'impasse de Varsovie dans les Marolles, dessin de Léon van Dievoet, 1939.

Pour les articles homonymes, voir Impasse de Varsovie.
L'impasse de Varsovie est une impasse située à Bruxelles rue Haute, dans le quartier des Marolles.
Même s'il ne reste aujourd'hui plus d'elle qu'un portail en pierre encastré dans une boutique bien achalandée et qu'il ne soit plus possible d'y pénétrer, elle n'en conserve pas moins son existence légale et topographique.
Elle débouchait rue Haute 184, et se dénommait allée des Polonais avant le grand chambardement de l'arrêté communal du 17 juin 1851, car quelques Polonais rescapés de la Grande Armée y avaient trouvé vers 1814 un modeste mais décent logement.
Seul le nom Varsovie en garde le souvenir.
Comme nous le rappelle Jean d'Osta, le dernier habitant de l'impasse n'était autre que Jef Bourgeois, le peintre des Marolles, qui avait reconstitué son atelier après que l'impasse ait été détruite en 1944 par une bombe volante et y vivait toujours en 1970.